# Маглев аеропорту Інчхон
Маглев аеропорту Інчхон - лінія маглев у Південній Кореї була відкрита 3 лютого 2016 г. Це друга у світі комерційна лінія маглев після введення в експлуатацію в Японії лінії Лінімо, завдяки запровадженню новітніх технологій будівничим вдалось зменшити кошторисну вартість вполовину Не є у складі Сеульського метрополітену, але задовольняє вимогам метрополітену.
Він пов'язує Міжнародний аеропорт Інчхон і станцією Yongyu та Leisure Complex перетинаючі острів Yeongjong Лінія має пересадку на лінію AREX Сеульського метро на станції Міжнародний аеропорт Інчхон. Лінія працює 9.00 - 18.00, потяги відправляються кожні 15 хвилин
Маглев, під назвою ECOBEE, був спільно розроблений Корейським інститутом техніки і матеріалів  (KIMM) і Hyundai Rotem Лінія має 6,1 км завдовжки, 6 станцій і швидкість руху - 110 км/год.
Заплановані ще два етапи розвитку лінії - 9,7 км і 37,4 км. Після завершення будівництва лінія стане кільцевою.

## Станції
| № станції | Назва станції               | Назва станції | Назва станції          | Пересадка | Назва лінії             | Розташування | Розташування  |
| № станції | Назва                       | хангиль       | ханча                  | Пересадка | Назва лінії             | Розташування | Розташування  |
| --------- | --------------------------- | ------------- | ---------------------- | --------- | ----------------------- | ------------ | ------------- |
| M01       | Міжнародний аеропорт Інчхон | 인천국제공항  | 仁\|川\|國\|際\|空\|港 | AREX      | Маглев аеропорту Інчхон | Інчхон       | Jung District |
| M02       | Довгострокова парковка      | 장기주차장    | 長\|期\|駐\|車\|場     |           | Маглев аеропорту Інчхон | Інчхон       | Jung District |
| M03       | Адміністративний комплекс   | 합동청사      | 合\|同\|廳\|舍         |           | Маглев аеропорту Інчхон | Інчхон       | Jung District |
| M04       | Міжнародний бізнес - центр  | 국제업무단지  | 際\|業\|務\|團\|地     |           | Маглев аеропорту Інчхон | Інчхон       | Jung District |
| M05       | Аквапарк                    | 워터파크      | 워터파크               |           | Маглев аеропорту Інчхон | Інчхон       | Jung District |
| M06       | Yongyu                      | 용유          | 龍\|遊                 |           | Маглев аеропорту Інчхон | Інчхон       | Jung District |

## Ресурси Інтернету
- Future Rail Database [Архівовано 24 листопада 2020 у Wayback Machine.] (Korean) "인천공항 자기부상열차"
- "Maglev Test," Korea JoongAng Daily [Архівовано 4 березня 2016 у Wayback Machine.] (English) "Maglev Test"